# Staffan Müller-Wille
Staffan Müller-Wille (geboren am 5. März 1964 in Münster) ist ein deutsch-schwedischer Wissenschaftshistoriker. Er hat zahlreiche Aufsätze zur Geschichte, Vererbungsforschung und Genetik veröffentlicht.

## Leben
Staffan Müller-Wille ist der Sohn des Prähistorikers Michael Müller-Wille. Er machte sein Abitur an der Hebbelschule in Kiel und studierte Geologie und Paläontologie an der Freien Universität Berlin, das er 1992 mit dem Master abschloss. Im Anschluss beteiligte er sich an molekularbiologischen Projekten der Pariser Universität und an der Nordatlantischen Expedition 21 auf dem Forschungsschiff Meteor im Bereich Meeresgeologie. Er wurde 1997 am Institut für Wissenschafts- und Technikforschung an der Universität Bielefeld in Geschichte und Wissenschaftsphilosophie mit einer Schrift über Carl von Linné promoviert, die 1999 als Buch veröffentlicht wurde. 1998 arbeitete er als wissenschaftlicher Kurator am Deutschen Hygiene-Museum in Dresden. Hier beteiligte er sich am Aufbau der neuen Dauerausstellung „Der Mensch“. Im Dezember 2000 wurde er  Gastwissenschaftler am Max-Planck-Institut für Wissenschaftsgeschichte in Berlin. Hier arbeitete er eng mit Hans-Jörg Rheinberger zusammen, mit dem er ein Forschungsprojekt zur Kulturgeschichte der Vererbung entwickelte. Müller-Wille unterrichtete zudem an der Technischen Universität Berlin und zeitweise an den Universitäten von Mexiko-Stadt und Tel Aviv.
Im Oktober 2004 wurde er AHRC Research Fellow (wissenschaftlicher Mitarbeiter) für Philosophie der Biologie am ESRC-Zentrum für Genomik in der Gesellschaft (Egenis) an der University of Exeter ernannt. 2007 wurde er dort Lecturer, 2008 Senior Lecturer. Seit 2020 ist Müller-Wille University Lecturer für die Geschichte der Lebens-, Human- und Erdwissenschaften am Department of History and Philosophy of Science der University of Cambridge.
2007 gab er gemeinsam mit Hans-Jörg Rheinberger eine Aufsatzsammlung heraus, die die Geschichte der Vererbung bis 1870 behandelte. 2009 erschien ein Buch mit einer Zusammenfassung der Ergebnisse des Projekts für ein breites Publikum in deutscher Sprache.
Müller-Wille betreibt Forschungen in den Bereichen Geschichte, Philosophie und Sozialwissenschaften. Er hat sich intensiv mit der Geschichte der Taxonomie und dem Wirken Linnés beschäftigt, sowie mit der Kulturgeschichte der Vererbung, der Rassen und Verwandtschaftsbeziehungen in der Anthropologie.
Neben diesen Tätigkeiten war Müller-Wille stellvertretender Direktor des Zentrums für Biowissenschaften (ESRC Centre for Genomics in Society = Egenis) und Mitglied des Zentrums für Medizingeschichte an der Universität von Exeter sowie Mitglied des Verwaltungsrates der „Ischia Summer School on the History of the Life Sciences“. Er ist zudem Honorarprofessor am Institut für Medizingeschichte und Wissenschaftsforschung der Universität zu Lübeck. Von 2005 bis 2007 war er „Programme Officer“ der International Society for the History, Philosophy, and Social Studies of Biology (Internationalen Gesellschaft für Geschichte, Philosophie und Sozialwissenschaften der Biologie) und von 2008 bis 2012 Ratsmitglied der British Society for the History of Science (Britischen Gesellschaft für Wissenschaftsgeschichte).

## Schriften (Auswahl)
- Botanik und weltweiter Handel. Zur Begründung eines natürlichen Systems der Pflanzen durch Carl von Linné (1707–1778) (= Studien zur Theorie der Biologie. Band 3). Verlag für Wissenschaft und Bildung, Berlin 1999, ISBN 3-86135-350-4 (Zugleich Dissertation an der Universität Bielefeld).
- mit Hans-Jörg Rheinberger: „Vererbung“. Geschichte und Kultur eines biologischen Konzepts. S. Fischer Verlag, Frankfurt am Main 2009, ISBN 978-3-596-17063-0.
- mit Hans-Jörg Rheinberger: Das Gen im Zeitalter der Postgenomik. Eine wissenschaftshistorische Bestandsaufnahme. Suhrkamp, Frankfurt am Main 2009, ISBN 978-3-518-26025-8.
- mit Hans-Jörg Rheinberger: A Cultural History of Heredity. University of Chicago Press, Chicago 2012, ISBN 978-0-226-21348-4.
- (Mithrsg.): Handbuch Wissenschaftsgeschichte. Metzler, Stuttgart 2017, ISBN 978-3-476-02465-7.